# Jeffrey Tate
Pour les articles homonymes, voir Tate.
Jeffrey Philip Tate, CBE, est un chef d'orchestre britannique né le 28 avril 1943 à Salisbury (Royaume-Uni) et mort le 2 juin 2017 à Bergame (en Italie).

## Biographie
Après avoir été metteur en scène lors de sa scolarité à l'université de Cambridge, Jeffrey Tate fait des études de médecine au Christ's College (1961-1964) en se spécialisant dans la chirurgie de l'œil. Il abandonne son poste à l'hôpital St Thomas de Londres pour étudier la musique au London Opera Centre. Il devient chef de chant au Royal Opera House (Covent Garden), sous la tutelle de sir Georg Solti. Il est assistant de Herbert von Karajan à la Philharmonie de Berlin puis de Pierre Boulez pour la production du centenaire de la Tétralogie de Richard Wagner, mise en scène par Patrice Chéreau au festival de Bayreuth en 1976, et pour la création mondiale de la version achevée de Lulu à l'Opéra de Paris en 1979.
Ses débuts internationaux en tant que chef d'orchestre ont lieu au Metropolitan Opera de New York en 1979. En 1985, il est nommé chef principal de l'English Chamber Orchestra puis, en septembre 1986, chef d'orchestre principal à Covent Garden. Il est le premier à occuper cette fonction. De septembre 1989 à juin 1998, il est également premier chef invité de l’Orchestre national de France.
Né avec une spina bifida et souffrant également de cyphose, il préside l'Association for Spina Bifida and Hydrocephalus (ASBAH) à partir de 1989. Jeffrey Tate est ouvertement homosexuel.
Il est commandeur dans l'ordre de l'Empire britannique (CBE).

## Carrière

### Postes
- Chef principal de l'English Chamber Orchestra (1985–2000)
- Chef principal de l'Orchestre philharmonique de Rotterdam (1991–1995)
- Directeur hôte de l'Orchestre symphonique national de la RAI de 1998 à 2002, puis directeur honoraire
- Directeur musical du Teatro San Carlo à Naples (2005–2010)
- Chef principal du Hamburger Symphoniker de Hambourg (à partir de 2009)

### Productions
- 1983 : Don Giovanni de Mozart, Metropolitan Opera
- 1984 : Ariadne auf Naxos de Richard Strauss
- 1985 : Il ritorno d'Ulisse in patria de Claudio Monteverdi, Festival de Salzbourg - Création mondiale de la version révisée par Hans Werner Henze
- 1985 : Don Giovanni de Mozart, Chorégies d'Orange
- 1993 : Jonny spielt auf de Ernst Křenek
- 1994 : Der Ring des Nibelungen de Richard Wagner, Théâtre du Châtelet
- 1995 : Peter Grimes de Benjamin Britten et Osud de Leoš Janáček, Théâtre du Châtelet
- 2010 : Billy Budd de Benjamin Britten, Opéra de Paris

## Discographie sélective
- Jacques Offenbach, Les Contes d'Hoffmann, avec Francisco Araiza, Cheryl Studer, Jessye Norman, Anne Sofie von Otter, Samuel Ramey, Staatskapelle de Dresde - Philips Classics (1992)
- Alban Berg, Lulu, avec Patricia Wise, Ernst Křenek, Orchestre national de France - EMI Classics (1992) - Grand prix du disque 1993
- Wolfgang Amadeus Mozart :
  - Intégrale des symphonies, avec English Chamber Orchestra - EMI Classics (1984-1990)
  - Intégrale des concertos pour piano, avec Mitsuko Uchida, English Chamber Orchestra - Philips Classics (1985-1990)
  - Intégrale des concertos pour cor, avec Radovan Vlatković, English Chamber Orchestra - EMI Classics (1985)
- Felix Mendelssohn / Max Bruch, Concertos pour violon, avec Nigel Kennedy, English Chamber Orchestra - EMI Classics (1988)

### Vidéographie
- Benjamin Wolff et Peter Schlögl, Jeffrey Tate : Une force unique, documentaire diffusé sur Arte le 5 octobre 2009.